# Ludwik Geyer
Ludwik Ferdynand Geyer (ur. 6 lub 7 stycznia 1805 w Berlinie, zm. 21 października 1869 w Łodzi) – niemiecki przemysłowiec, jeden z pionierów rozwoju przemysłu włókienniczego w Łodzi i w Polsce, właściciel pierwszej fabryki włókienniczej o napędzie parowym w Królestwie Polskim.

## Życiorys

### Młodość
Pochodził z fabrykanckiej rodziny z Saksonii. Był synem Adama Krzysztofa, który był właścicielem fabryki wyrobów bawełnianych w Neugerzdorf pod Löbau, i Charlotty z Tietzów. Ludwik ukończył Akademię Berlińską i rozpoczął pracę zapewne w fabryce ojca.
Rząd Królestwa Polskiego promował Łódź jako ośrodek osadniczy dla tkaczy napływających z Wielkopolski, Śląska, Saksonii i Czech – miejsce rozwoju przemysłu włókienniczego, w związku z perspektywami otwarcia rynku w Rosji. W 1820 roku Łódź została zaliczona do miast fabrycznych, które były obdarzone przywilejami finansowymi i wspierane opieką państwa. Otwierające się możliwości potrafił wykorzystać Ludwik Geyer.
Po raz pierwszy do Łodzi przyjechał w 1826 roku i po zaznajomieniu się z nowo powstającymi posiadłami fabrycznymi zdecydował się osiąść tu na stałe. 9 sierpnia 1826 roku podpisał w Warszawie kontrakt z Komisją Województwa Mazowieckiego, na mocy którego miał wystawić dom mieszkalny oraz tkalnię wyrobów bawełnianych. Na ten cel otrzymał pomoc w postaci: terenów budowlanych, zapewnienia pomocy przy budowie i licencję na sprowadzanie przędzy z obniżonym do 2/5 cłem. W zamian zobowiązał się do jak najszybszego uruchomienia dwudziestu warsztatów tkackich i dojścia w ciągu dziesięciu lat do produkcji bawełnianej na stu warsztatach tkackich. Przywieziony z Saksonii majątek nie był wielki. Wystarczył na założenie zakładu z 12 warsztatami tkackimi i kilkoma maszynami drukarskimi.

### Początki łódzkiej działalności
W roku 1828 Ludwik Geyer przybył do Łodzi. Pierwszy zakład Geyera mieścił się przy ulicy Piotrkowskiej 284–286 w trzyizbowym drewnianym domu, w którym zamieszkał właściciel wraz rodziną.
Pomyślna koniunktura powstała po powstaniu listopadowym i umiejętności Geyera zaowocowały szybkim rozwojem przedsiębiorstwa. W 1833 roku Geyer odkupił od Antoniego Wilhelma Potempy posesję przy Piotrkowskiej 282 oraz wybudował murowany klasycystyczny dworek przy Piotrkowskiej 286. W tym samym roku w fabryce zainstalowane były 33 warsztaty tkackie i 11 stołów do drukowania perkali. Do tego manufaktura odbierała wyroby od 100 tkaczy chałupników w Pabianicach i 60 w Łodzi, a na posesji 284–286 fabrykant wystawił kilkanaście parterowych budynków, m.in.: farbiarnię, półczkarnię oraz budynek, w którym w 1834 roku została umieszczona drukarska maszyna walcowa sprowadzona z Wiednia. Maszyna napędzana była kieratem i była pierwszym takim urządzeniem w Królestwie Polskim. W niedługim czasie, wykupił także ponad 50 hektarów ziemi na terenach południowej Łodzi.

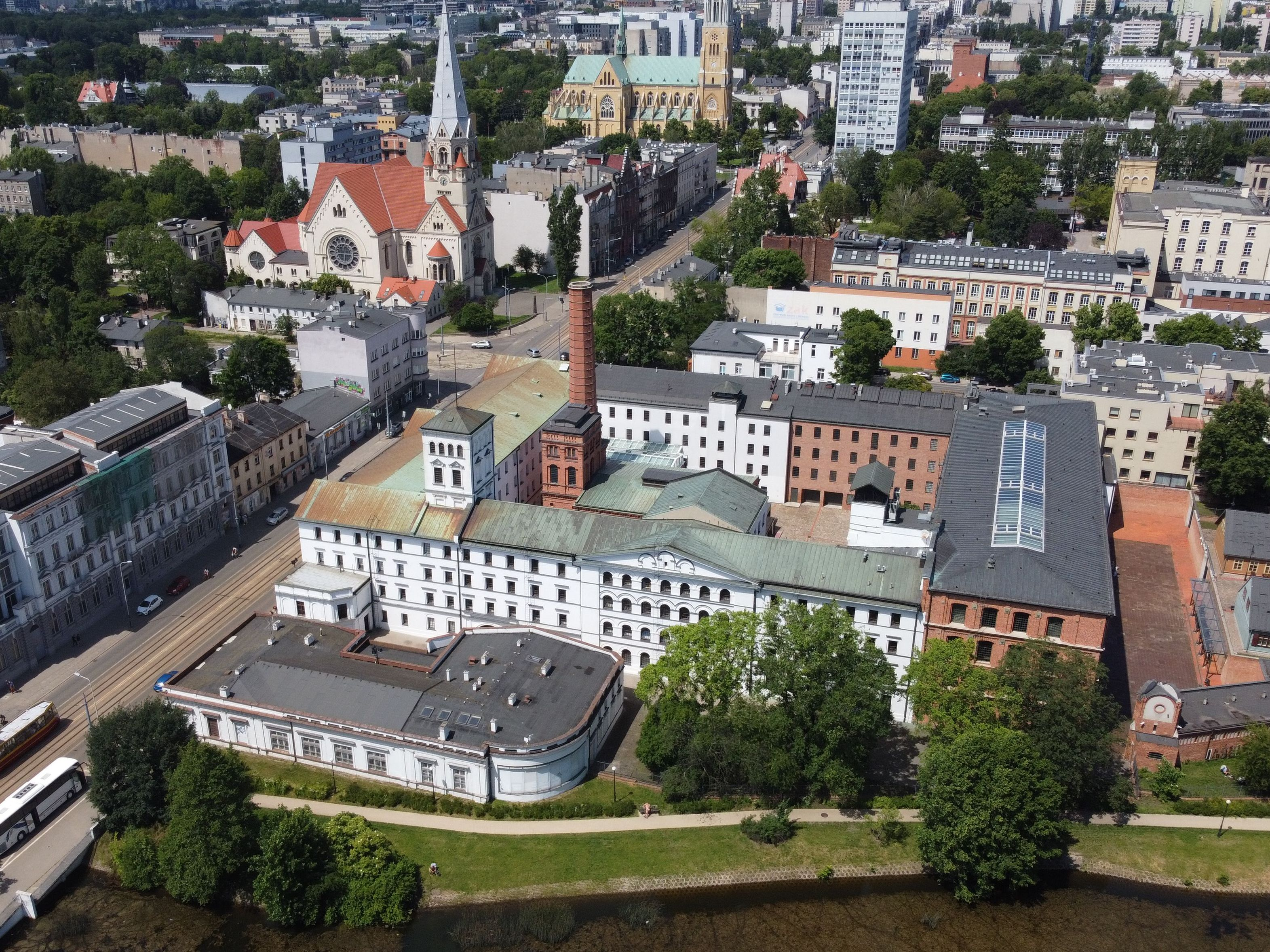
Biała Fabryka Geyera

### U szczytu kariery

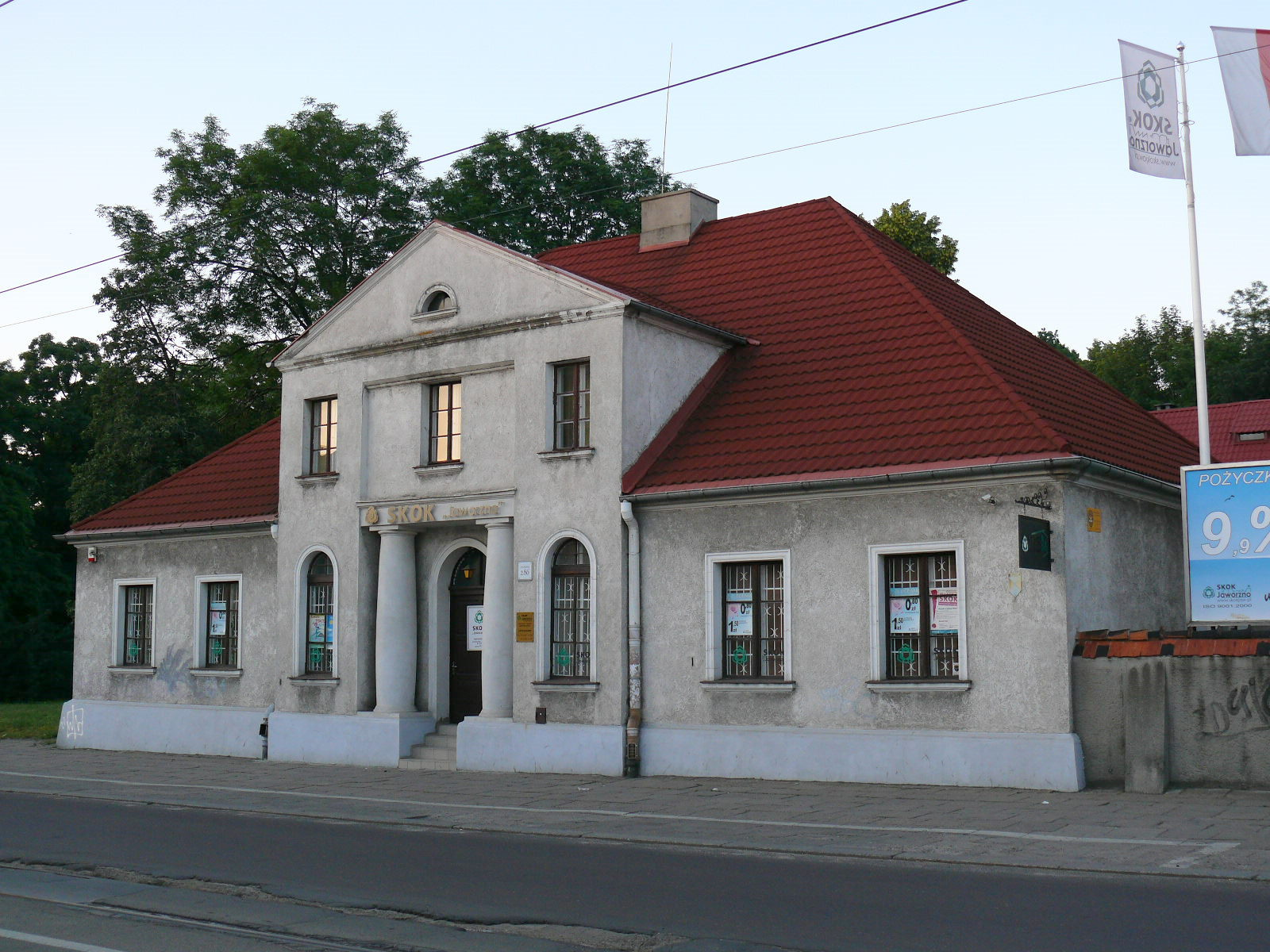
Dworek Ludwika Geyera

W 1835 roku Ludwik Geyer był już na tyle silnym przedsiębiorcą, że przystąpił do budowy nowej, wielkiej przędzalni i tkalni mechanicznej, która została ulokowana na posesji Piotrkowska 282. Ukończoną w 1837 roku fabrykę nazywano Białą Fabryką, gdyż w przeciwieństwie do późniejszych budynków fabrycznych była otynkowana. Rok później do głównego budynku dobudowano trzypiętrowy pawilon fabryczny. Ludwik Geyer stał się wówczas największym łódzkim przemysłowcem, a zakład był wzorcowym zakładem tego rodzaju w Polsce. Z tego powodu zyskał w Łodzi nieoficjalne miana „ojca Łodzi”, „króla perkalu”, „pierwszego lodzermenscha”, a nawet „sępa z Piotrkowskiej” (gra słów: „geier”, niem. – sęp).
Pod koniec roku 1838 Ludwik Geyer zainstalował w „Białej Fabryce” pierwszą nie tylko w Łodzi, ale w całym przemyśle włókienniczym Królestwa Polskiego maszynę parową o mocy 60 KM. Rozpoczęła się w ten sposób mechanizacja przemysłu włókienniczego, czego oznaką było pojawienie się w Łodzi pierwszego komina fabrycznego. W 1840 roku Geyer nabył od rządu (po wygranej licytacji) nieruchomość przy Piotrkowskiej 287–301, która wcześniej należała do Jana Traugotta Langego, a także w tym samym roku (również po licytacji) działki przy Piotrkowskiej 303–315 pozostawione przez zbankrutowanego Jana Rundziehera. W 1840 roku Geyer wystawił jednopiętrowy murowany budynek fabryczny kryty gontem, który na parterze miał jedną, a na piętrze dwie izby. W latach 40. XIX wieku na parterze mieściła się blacharnia, tokarnia i ślusarnia, a na piętrze warsztaty stolarskie. Budynek był wykorzystywany na bale karnawałowe, przyjęcia oraz przedstawienia i nosił nazwę „domu zabaw”.
W latach czterdziestych kompleks fabryczny rozwijał się nadal szybko – liczba wrzecion wzrosła do 20 384, a moc maszyn parowych do 120 KM. Zatrudniała około 700 robotników. W 1843 roku, również na posesji przy Piotrkowskiej 286, Geyer wybudował drugi dom mieszkalny (zwany pierwszym w Łodzi pałacem) przy narożniku ulicy Piotrkowskiej oraz Górnego Rynku, do którego przeprowadził się rok później. W 1847 roku nastąpiła dalsza rozbudowa kompleksu: przy dwupiętrowym budynku po Rundzieherze wybudowane zostały dwa pawilony oraz przystawki przeznaczone na krochmalnię i farbiarnię, a w jednej z przystawek została zamontowana druga maszyna parowa. Rok później dobudowano kolejny trzypiętrowy pawilon do „Białej Fabryki”. 21 grudnia 1853 roku przy Piotrkowskiej 303, gdzie znajdowała się w dwupiętrowym budynku tkalnia kamlotów, drukarnia, farbiarnia i blich, wybuchł pożar. Fabrykę szybko odbudowano co jednak nie pozostało bez konsekwencji finansowych dla właściciela, gdyż ubezpieczał on swoje nieruchomości po minimalnych stawkach.
Fabryka była kompletnym zakładem prowadzącym wszystkie działy produkcji bawełnianej: przędzalnię, tkalnię, drukarnię, farbiarnię i wykańczalnię. Wyroby Geyera zaczęły być cenione w Królestwie Polskim, jak i również na terenach Cesarstwa Rosyjskiego. Przedstawiciele firmy jeździli do wielu miast, w celu promocji produktów, m.in. do Wilna, Rygi, Charkowa, Kijowa czy nawet Petersburga. W czasie prezentacji swych produktów podczas wystawy w 1843 w Moskwie, otrzymał od jury pozwolenie używania na swoich wyrobach herbu Cesarstwa, co stanowiło duże wyróżnienie i podnosiło prestiż firmy. Za swoje wyroby prezentowane na wystawach przemysłowych otrzymał medale: w 1838 w Warszawie, a w 1839 roku w Petersburgu. W 1846 roku otrzymał od rządu złoty medal oraz Order Świętego Stanisława III klasy. W tym czasie Geyer, jako „pierwszy” obywatel Łodzi był zapraszany do udziału w komitetach organizujących różne przedsięwzięcia, wspierał finansowo m.in. budowę pierwszego w mieście szpitala (imienia św. Aleksandra), był założycielem Łódzkiego Męskiego Towarzystwa Śpiewaczego, szkoły dla dzieci robotników swojej fabryki czy kasę zakładową, z której opłacano lekarza fabrycznego, a w razie choroby pracownika wypłacano zasiłki.
Na lata 1848–1853 przypada okres największego rozwoju przedsiębiorstwa Geyera, które działało w pełnym cyklu produkcyjnym i było w pełni zmechanizowane, z trzema maszynami parowymi o łącznej mocy 120 KM.

### Kryzys przedsiębiorstwa
Kryzys przedsiębiorstwa Ludwika Geyera rozpoczął się w roku 1854. Przyczyny były wielorakie. Przemysłowiec wierząc w długotrwałą koniunkturę nie zachował niezbędnej ostrożności. Na przedsiębiorstwie ciążyły długi zaciągnięte w 1837 roku w Banku Polskim na budowę i rozwój fabryki. W roku 1839 suma wierzytelności równała się wartości majątku, a w 1844 długi przekroczyły wartość 1 miliona złotych polskich. Ze względu na fakt, że sprzedaż fabryki nie pokryłaby wierzytelności bank wielokrotnie odkładał terminy płatności, a po spłacaniu części zobowiązań Geyer zaciągał kolejne kredyty na następne przedsięwzięcia. Od 1854 roku dopływ pożyczek został zatrzymany i właściciel zaprzestał rozbudowy zakładów. Nietrafionymi przedsięwzięciami okazały się inwestycje w majątki ziemskie. W majątku w Rudzie Pabianickiej Geyer wybudował cukrownię, gorzelnię, tartak, cegielnię i olejarnię. Inwestował również w cukrownię w Tursku i wybudował tam młyn parowy. Niedopilnowane i źle zarządzane przedsiębiorstwa pochłonęły duże sumy i naruszyły kondycję finansową Geyera.
Deficytowe inwestycje, pożar fabryki w roku 1853 oraz wstrzymanie pożyczek w 1854 okazały się nie do udźwignięcia przez fabrykanta. Sytuację pogarszało to, że Geyer tracąc płynność finansową oszczędzał na asekuracji budynków, maszyn i towarów, co z kolei powodowało brak zabezpieczeń dla banku, a gdy w 1855 roku Karol Scheibler uruchomił ogromną przędzalnię, Ludwik Geyer nie miał już zasobów na równorzędną walkę konkurencyjną. Wówczas rozpoczęła się wyprzedaż majątku: najpierw sprzedał posiadłości w Rudzie Pabianickiej i niezabudowane place przy Piotrkowskiej, a w 1860 roku Bankowi Polskiemu (za 480 tys. złotych polskich) część parceli przy Piotrkowskiej 286 wraz z zabudowaniami, w których bank umiejscowił kantor i magazyny. Jednocześnie fabrykant rozebrał kilka budynków przy Piotrkowskiej 284, a produkcję skoncentrował na posesji pod numerem 303–305. W miejscu po rozebranych budynkach powstał ogród spacerowy (współcześnie Park im. Władysława Stanisława Reymonta). W 1861 roku Geyer przeprowadził się do jednopiętrowego domu przy Piotrkowskiej 295–299.
Prawdziwą klęską dla Geyera był jednak wybuch wojny secesyjnej w 1861 roku. Wynikły z zahamowania wywozu bawełny ze Stanów Zjednoczonych do Europy głód bawełniany, mogli przetrwać tylko przedsiębiorcy o ustabilizowanej pozycji finansowej. Do takich nie należał już Ludwik Geyer. Jego kłopoty pogłębiła jeszcze skłonność do działalności spekulacyjnej. Wykorzystując fakt występującego, na początku sześćdziesiątych lat XIX wieku, niedoboru monety zdawkowej w Królestwie, fabrykanci wydawali robotnikom tak zwane bony. Fabryka gwarantowała ich wartość i wykup. Geyer mając kłopoty finansowe wydał ogromne ilości bonów (na kwotę kilkudziesięciu tysięcy rubli). Kupcy, znając sytuację przedsiębiorcy, odmawiali honorowania bonów Geyera w ich nominalnej wartości, bojąc się (nie bez racji) że nie zostaną przez fabrykanta odkupione.

### Bankructwo oraz śmierć
Broniąc się przed bankructwem Geyer próbował uzyskać pomoc władz rosyjskich. Oskarżał urzędników Banku Polskiego o celowe dążenie do zniszczenia jego zakładów jako osoby niemile widzianej przez Polaków. Sugerował, że chcą oni doprowadzić do pozbawienia robotników pracy aby pozbawionych chleba zapędzić do szeregów powstańczych (z listu do gubernatora wojennego Łodzi). Przypominał swoją lojalną postawę w czasie powstania listopadowego. Starania te nie odniosły skutku i w 1863 roku stanęła przędzalnia, a w następnym pozostałe działy fabryki. W tym samym czasie, stwierdzono u Geyera nieprawidłowości związane z opłacanymi podatkami, przez co na fabrykanta została nałożona kara 28 tys. rubli. Ze względu na trudną sytuację finansową, tak wysoka suma była dla niego niemożliwa do zapłacenia i w 1866 został wtrącony do więzienia. Rodzina jednak szybko uzbierała pieniądze na spłatę kary i Geyera wypuszczono z więzienia.
Na dwa lata przed śmiercią Geyer wydzierżawił berlińskiemu bankierowi, Bernardowi Ginsbergowi, przędzalnię a później pozostałą część przedsiębiorstwa. W zamian, od Ginsberga który zajął się zbytem produkowanych towarów, dostał kapitał obrotowy. Geyer natomiast zarządzał i pełnił nadzór techniczny nad przedsiębiorstwem za 42% udziału w zyskach. W połowie 1868 roku fabryka wznowiła produkcję. W sierpniu 1869 roku Ludwik Geyer przekazał zarząd synowi, Gustawowi. Zadłużony, nękany procesami i egzekucjami zajął się ogrodnictwem. Umarł jako bankrut 21 października 1869 roku. Pochowany został na Starym Cmentarzu w części ewangelicko-augsburskiej.
Ludwik Geyer udzielał się jako filantrop: w 1851 roku założył wieczorową szkołę elementarną dla dzieci pracujących w fabryce, a w 1857 finansowaną przez siebie i robotników kasę chorych, która opłacała lekarza i wypłacała zapomogi chorobowe. Działał w Radzie Szczegółowej Opiekuńczej budującej szpital św. Aleksandra w Łodzi, w Komitecie Antycholerycznym oraz w Komitecie Opieki i Wsparcia Ubogich. Był prezesem Komitetu Budowy Szkoły Powiatowej oraz członkiem Towarzystwa Wyścigów Konnych i Wystawy Zwierząt Gospodarskich. W 1841 roku został radnym honorowym Łodzi.

### Spuścizna
Pomimo zakończonej ostatecznie upadkiem kariery fabrykanckiej, poczesne miejsce Ludwika Geyera w historii Łodzi i przemysłu polskiego jest niezaprzeczalne. Jego przedsiębiorstwu Łódź zawdzięczała w pewnej mierze swój rozwój w latach 1830–1860. Wprowadzając ulepszenia techniczne, nowe maszyny (szczególnie parowe), przyczynił się do rozwoju przemysłu w Polsce.

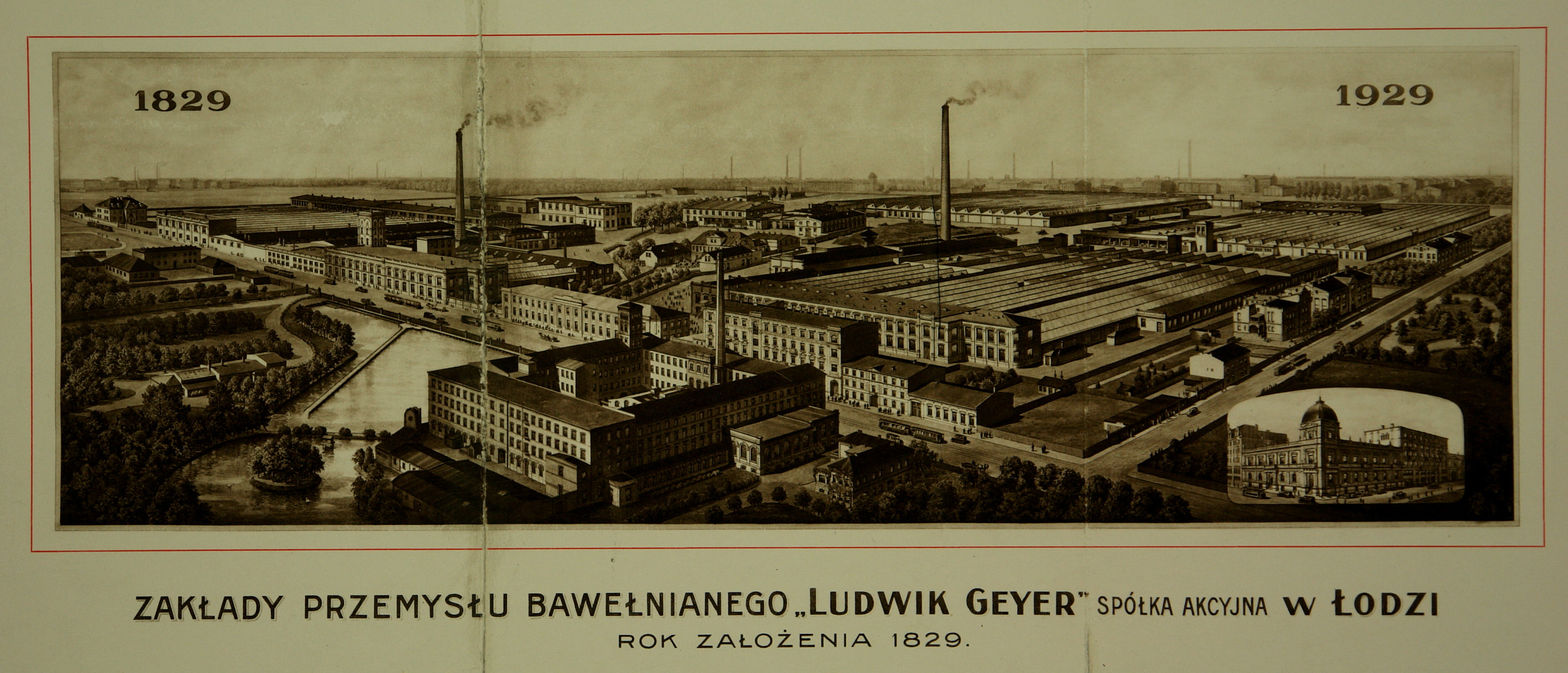
Zakłady Przemysłu Bawełnianego Ludwik Geyer Spółka Akcyjna w Łodzi – winieta

Z jego upadkiem nie skończyła się też historia samej Białej Fabryki. Na bazie jej budynków w 1886 roku zawiązane zostało drugie w Łodzi towarzystwo akcyjne. Uznając zasługi Ludwika Geyera, przyjęto nazwę Zakłady Przemysłu Bawełnianego Ludwik Geyer Spółka Akcyjna, a wśród udziałowców i dyrektorów nowej firmy byli, jak to w ówczesnej Łodzi bywało, synowie bankruta: Ryszard, Gustaw, Emil i Eugeniusz, a następnie wnuk – Gustaw Wilhelm. Istniała ona do II wojny światowej. W 1940 roku zakłady Geyera zostały przejęte przez hitlerowski zarząd komisaryczny. Po wojnie również używano w nazwie zakładów, nazwiska Ludwika Geyera, a po 1948 roku zakłady uzyskały nowego patrona w osobie Feliksa Dzierżyńskiego. Następnie dodano jeszcze nazwę Eskimo. Mieszkańcy Łodzi do dziś jednak nazywają fabryką Geyera budynki, położone po obu stronach ulicy Piotrkowskiej, w pobliżu Parku Reymonta. Współcześnie w części z nich mieści się Centralne Muzeum Włókiennictwa.

## Rodzina
Był zaręczony z Luizą Dietrich, z którą miał zmarłego w niemowlęctwie syna Augusta Ferdynanda. Następnie zaręczył się z Józefą Gasperską, z którą miał zmarłego w dzieciństwie Adolfa Hugona (ur. 1833) oraz córkę Szarlottę Karolinę (później żonę Juliusza Knolla) urodzoną w 1834 roku. W 1835 ożenił się z Emilią Szarlottą Karoliną Türk (1812–1884), córką saksońskiego lekarza Karola i Georginy z Borrmanów, z którą miał ośmioro dzieci – siedmiu synów: Ryszarda Wilhelma (1842–1915), Gustawa Adolfa (1844–1893), Ludwika Augusta (1839–1869), Roberta Emila (1845–1879), Emila Adama (1848–1910), Eugeniusza Adama (1849–1928), Cezara Adama (1851–1926) oraz jedną córkę, Amalię (ur. 1841). Potomkowie Ludwika zasymilowali się z Polakami. Jego wnuk, Robert Geyer (członek Stronnictwa Prawicy Narodowej), w 1939 został zastrzelony przez Gestapo w swojej willi przy Piotrkowskiej 280 w Łodzi z niewyjaśnionej przyczyny.